# Persone di nome Tim
| Questa pagina contiene informazioni ricavate automaticamente dalle voci biografiche con l'ausilio del template Bio e di un bot. L'aggiornamento è periodico e automatico e ricostruisce completamente la pagina. Se manca una persona in questa lista, sei pregato di non aggiungerla, ma accertati piuttosto che la sua voce biografica contenga il template Bio e che i dati anagrafici siano correttamente compilati. Se il template Bio manca, inseriscilo tu stesso o, in alternativa, metti l'avviso {{tmp\|Bio}} che ne segnala la mancanza. Se i dati riportati sono sbagliati, correggi direttamente la voce biografica; le modifiche saranno visibili in questa lista entro pochi giorni. Per chiarimenti vedi il progetto antroponimi. La lista contiene solo le 215 persone che sono citate nell'enciclopedia e per le quali è stato implementato correttamente il template Bio. Pagina aggiornata al 6 ago 2025. |

Questa è una lista di persone presenti nell'enciclopedia che hanno il nome Tim, suddivise per attività principale.

## Allenatori di calcio(4)
- Tim Borowski, allenatore di calcio, dirigente sportivo e ex calciatore tedesco (Neubrandenburg, n. 1979)
- Tim Clancy, allenatore di calcio e ex calciatore irlandese (Trim, n. 1984)
- Tim Smolders, allenatore di calcio e ex calciatore belga (Geel, n. 1980)
- Tim Walter, allenatore di calcio e ex calciatore tedesco (Bruchsal, n. 1975)

## Allenatori di calcio a 5(1)
- Tim Vergauwen, allenatore di calcio a 5 e ex giocatore di calcio a 5 belga (Anversa, n. 1974)

## Artisti marziali misti(1)
- Tim Means, artista marziale misto statunitense (Wilburton, n. 1984)

## Astisti(1)
- Tim Lobinger, astista tedesco (Rheinbach, n. 1972 - Monaco di Baviera, † 2023)

## Astronomi(1)
- Tim A. Rodriquez, astronomo statunitense

## Attivisti(1)
- Tim Montgomerie, attivista, blogger e editore britannico (Barnstaple, n. 1970)

## Attori(21)
- Tim Allen, attore e comico statunitense (Denver, n. 1953)
- Tim Bagley, attore statunitense (Minneapolis, n. 1957)
- Tim Burns, attore, produttore cinematografico e regista australiano (Canberra, n. 1953)
- Tim De Zarn, attore statunitense (Cincinnati, n. 1952)
- Tim DeKay, attore statunitense (Lansing, n. 1963)
- Tim Flavin, attore e cantante statunitense (Houston, n. 1959)
- Tim Griffin, attore statunitense (Chicago, n. 1969)
- Tim Hopper, attore e regista statunitense (Chicago)
- Tim Knauer, attore, doppiatore e conduttore radiofonico tedesco (Amburgo, n. 1981)
- Tim Matheson, attore e regista statunitense (Glendale, n. 1947)
- Tim McIntire, attore statunitense (Los Angeles, n. 1944 - Los Angeles, † 1986)
- Tim Plester, attore, sceneggiatore e regista britannico (Banbury, n. 1970)
- Tim Pocock, attore australiano (Sydney, n. 1985)
- Tim Potter, attore britannico (Nottingham, n. 1959)
- Tim Rooney, attore statunitense (Birmingham, n. 1947 - Hemet, † 2006)
- Tim Russ, attore, regista e musicista statunitense (Washington, n. 1956)
- Tim Sander, attore e doppiatore tedesco (Berlino Est, n. 1978)
- Tim Seely, attore britannico (n. 1935 - † 2024)
- Tim Tiedemann, attore tedesco (Amburgo, n. 1994)
- Tim Williams, attore statunitense (Houston, n. 1966)
- Tim Woodward, attore britannico (Londra, n. 1953 - † 2023)

## Attori pornografici(1)
- Tim Hamilton, attore pornografico ceco (n. 1982)

## Autori di videogiochi(1)
- Tim Schafer, autore di videogiochi statunitense (Sonoma, n. 1967)

## Bassisti(2)
- Tim Gallegos, bassista statunitense (Fresno, n. 1961)
- Tim McCord, bassista statunitense (Sacramento, n. 1979)

## Batteristi(2)
- Tim Alexander, batterista statunitense (Havelock, n. 1965)
- Tim Yeung, batterista statunitense (Rochester, n. 1978)

## Canoisti(3)
- Tim Baillie, canoista britannico (Aberdeen, n. 1979)
- Tim Brabants, canoista britannico (Chertsey, n. 1977)
- Tim Wieskötter, canoista tedesco (Emsdetten, n. 1979)

## Canottieri(1)
- Tim Grohmann, canottiere tedesco (Dresda, n. 1988)

## Cantanti(6)
- Tim Bowness, cantante, musicista e compositore inglese (Latchford, n. 1963)
- Tim Feehan, cantante e compositore canadese (Edmonton, n. 1957)
- Tim Lambesis, cantante statunitense (Scottsdale, n. 1980)
- Timomatic, cantante nigeriano (n. 1987)
- Ripper Owens, cantante statunitense (Akron, n. 1967)
- Tim Wheeler, cantante e chitarrista britannico (Downpatrick, n. 1977)

## Cantautori(3)
- Tim Bendzko, cantautore tedesco (Berlino, n. 1985)
- Tim Hardin, cantautore statunitense (Eugene, Oregon, n. 1941 - Los Angeles, † 1980)
- Tim Myers, cantautore, musicista e produttore discografico statunitense (Orange, n. 1986)

## Cestisti(15)
- Tim Coenraad, ex cestista australiano (Brisbane, n. 1985)
- Tim Frazier, cestista statunitense (Houston, n. 1990)
- Tim Hasbargen, ex cestista tedesco (Monaco di Baviera, n. 1996)
- Tim James, ex cestista e allenatore di pallacanestro statunitense (Miami, n. 1976)
- Tim Kempton, ex cestista statunitense (Scottsdale, n. 1995)
- Tim Koch, cestista tedesco (Ölbronn-Dürrn, n. 1989)
- Tim Lambrecht, cestista belga (Lovanio, n. 1998)
- Tim Morrissey, ex cestista australiano (Wollongong, n. 1964)
- Tim Nees, ex cestista e allenatore di pallacanestro tedesco (Darmstadt, n. 1971)
- Tim Ohlbrecht, ex cestista tedesco (Wuppertal, n. 1988)
- Tim Pickett, ex cestista statunitense (Daytona Beach, n. 1981)
- Tim Quarterman, cestista statunitense (Savannah, n. 1994)
- Tim Schneider, cestista tedesco (Berlino, n. 1997)
- Tim Schwartz, ex cestista tedesco (Kirchheimbolanden, n. 1987)
- Tim Schüberg, cestista svedese (Vällingby, n. 1995)

## Chitarristi(2)
- Tim Pierce, chitarrista statunitense (Albuquerque, n. 1959)
- Tim Sparks, chitarrista statunitense (Winston-Salem, n. 1954)

## Ciclisti su strada(8)
- Tim Ariesen, ex ciclista su strada e ex ciclocrossista olandese (Rhenen, n. 1994)
- Tim Declercq, ciclista su strada belga (Lovanio, n. 1989)
- Tim van Dijke, ciclista su strada e ciclocrossista olandese (Goes, n. 2000)
- Tim Klinger, ex ciclista su strada tedesco (Wuppertal, n. 1984)
- Tim Marsman, ciclista su strada olandese (Hattem, n. 2000)
- Tim Merlier, ciclista su strada e ciclocrossista belga (Wortegem-Petegem, n. 1992)
- Tim Naberman, ciclista su strada olandese (Genemuiden, n. 1999)
- Tim Wellens, ciclista su strada belga (Sint-Truiden, n. 1991)

## Combinatisti nordici(1)
- Tim Hug, ex combinatista nordico svizzero (Soletta, n. 1987)

## Comici(1)
- Tim Robinson, comico, attore e sceneggiatore statunitense (Detroit, n. 1981)

## Compositori(1)
- Tim Jones, compositore e musicista statunitense (Mission Viejo, n. 1971)

## Controtenori(1)
- Tim Mead, controtenore britannico (Chelmsford, n. 1981)

## Costumisti(2)
- Tim Chappel, costumista australiano (n. 1967)
- Tim Hatley, costumista e scenografo britannico (n. 1967)

## Critici cinematografici(1)
- Tim Lucas, critico cinematografico, scrittore e editore statunitense (Cincinnati, n. 1956)

## Cuochi(2)
- Tim Mälzer, cuoco tedesco (Elmshorn, n. 1971)
- Tim Raue, cuoco tedesco (Berlino, n. 1974)

## Dirigenti sportivi(1)
- Tim Cahill, dirigente sportivo, allenatore di calcio e ex calciatore australiano (Sydney, n. 1979)

## Disc jockey(1)
- Bomb the Bass, disc-jockey e produttore discografico inglese (n. 1967)

## Disegnatori(1)
- Tim Jacobus, disegnatore statunitense (n. 1959)

## Drammaturghi(1)
- Tim Firth, drammaturgo, sceneggiatore e paroliere britannico (Warrington, n. 1964)

## Economisti(1)
- Tim Harford, economista, giornalista e divulgatore scientifico britannico (Kent, n. 1973)

## Editori(1)
- Tim O'Reilly, editore irlandese (Cork, n. 1954)

## Fondisti(1)
- Tim Tscharnke, ex fondista tedesco (Weißenfels, n. 1989)

## Fotografi(1)
- Tim Hetherington, fotografo britannico (Liverpool, n. 1970 - Misurata, † 2011)

## Fumettisti(2)
- Tim Sale, fumettista statunitense (Ithaca, n. 1956 - Seattle, † 2022)
- Tim Vigil, fumettista statunitense (n. 1958)

## Generali(1)
- Tim McCoy, generale e attore statunitense (Saginaw, n. 1891 - Ft. Huachuca, † 1978)

## Giocatori di football americano(7)
- Tim Cofield, ex giocatore di football americano statunitense (Murfreesboro, n. 1963)
- Tim Hirsch, ex giocatore di football americano tedesco (Usingen, n. 1990)
- Tim Hänni, giocatore di football americano svizzero (Köniz, n. 1996)
- Tim Jamison, giocatore di football americano statunitense (Riverdale, n. 1986)
- Tim Jennings, giocatore di football americano statunitense (Orangeburg, n. 1983)
- Tim Lelito, giocatore di football americano statunitense (Rochester, n. 1989)
- Tim Lewis, ex giocatore di football americano e allenatore di football americano statunitense (Quakertown, n. 1961)

## Giornalisti(1)
- Tim Krabbé, giornalista, romanziere e scacchista olandese (Amsterdam, n. 1943)

## Hockeisti su ghiaccio(6)
- Tim Erixon, hockeista su ghiaccio svedese (Port Chester, n. 1991)
- Tim Heed, hockeista su ghiaccio svedese (Göteborg, n. 1991)
- Tim Horton, hockeista su ghiaccio e imprenditore canadese (Cochrane, n. 1930 - St. Catharines, † 1974)
- Tim Stützle, hockeista su ghiaccio tedesco (Viersen, n. 2002)
- Tim Washe, hockeista su ghiaccio statunitense (Detroit, n. 2001)
- Tim Weber, ex hockeista su ghiaccio svizzero (Morat, n. 1990)

## Informatici(1)
- Tim Paterson, programmatore statunitense (n. 1956)

## Ingegneri(1)
- Tim Goss, ingegnere britannico (n. 1963)

## Marciatori(1)
- Tim Berrett, ex marciatore canadese (Royal Tunbridge Wells, n. 1965)

## Montatori(1)
- Tim Squyres, montatore statunitense (Wenonah, n. 1959)

## Musicisti(2)
- Tim Hodgkinson, musicista e compositore inglese (Salisbury, n. 1949)
- Tim Kellett, musicista britannico (Knaresborough, n. 1964)

## Nuotatori(1)
- Tim Wallburger, nuotatore tedesco (Dresda, n. 1989)

## Pallanuotisti(1)
- Tim Hutten, pallanuotista statunitense (Los Alamitos, n. 1985)

## Pallavolisti(3)
- Tim Broshog, pallavolista tedesco (Berlino, n. 1987)
- Tim Held, pallavolista italiano (Macerata, n. 1998)
- Tim Hovland, ex pallavolista statunitense (Westchester, n. 1959)

## Pesisti(1)
- Tim Nedow, pesista e discobolo canadese (Brockville, n. 1990)

## Pianisti(1)
- Tim Ovens, pianista, compositore e artista tedesco (Flensburgo, n. 1960)

## Piloti automobilistici(2)
- Tim Richmond, pilota automobilistico statunitense (Ashland, n. 1955 - West Palm Beach, † 1989)
- Tim Tramnitz, pilota automobilistico tedesco (Amburgo, n. 2004)

## Piloti motociclistici(1)
- Tim Gajser, pilota motociclistico sloveno (Poetovio, n. 1996)

## Pistard(3)
- Tim Torn Teutenberg, pistard e ciclista su strada tedesco (Mettmann, n. 2002)
- Tim Veldt, ex pistard olandese (Amstelveen, n. 1984)
- Tim Wafler, pistard austriaco (Kitzbühel, n. 2002)

## Poeti(1)
- Tim Saunders, poeta, giornalista e linguista britannico (St. Tudy, n. 1952)

## Politici(2)
- Tim Pawlenty, politico statunitense (Saint Paul, n. 1960)
- Tim Thorogood, politico britannico (Barbados, n. 1962)

## Produttori discografici(2)
- Avicii, produttore discografico, disc jockey e compositore svedese (Stoccolma, n. 1989 - Mascate, † 2018)
- Tim Hecker, produttore discografico e musicista canadese (Vancouver, n. 1974)

## Produttori televisivi(1)
- Tim Child, produttore televisivo inglese (n. 1946)

## Pugili(1)
- Tim Witherspoon, pugile statunitense (n. 1957)

## Rapper(1)
- Urthboy, rapper e produttore discografico australiano (Sydney)

## Registi(5)
- Tim Fehlbaum, regista, sceneggiatore e direttore della fotografia svizzero (Basilea, n. 1982)
- Tim Hunter, regista e sceneggiatore statunitense (Los Angeles, n. 1947)
- Tim Johnson, regista statunitense (Chicago, n. 1960)
- Tim Kring, regista, sceneggiatore e produttore cinematografico statunitense (Contea di El Dorado, n. 1957)
- Tim Southam, regista canadese (n. 1961)

## Rugbisti a 15(1)
- Tim Visser, ex rugbista a 15 olandese (De Bilt, n. 1987)

## Sassofonisti(1)
- Tim Berne, sassofonista e produttore discografico statunitense (Syracuse, n. 1954)

## Sceneggiatori(1)
- Tim Minear, sceneggiatore, regista e produttore televisivo statunitense (New York, n. 1963)

## Sciatori alpini(3)
- Tim Hanson, ex sciatore alpino statunitense (n. 1968)
- Tim Lindgren, ex sciatore alpino svedese (n. 1989)
- Tim Tršan, sciatore alpino sloveno (n. 2001)

## Sciatori freestyle(1)
- Tim Hronek, sciatore freestyle tedesco (Traunstein, n. 1995)

## Scrittori(5)
- Tim Bowler, scrittore e traduttore britannico (Leigh-on-Sea, n. 1953)
- Tim Parks, scrittore e giornalista britannico (Manchester, n. 1954)
- Tim Severin, scrittore e esploratore irlandese (Assam, n. 1940 - Cork, † 2020)
- Tim Staffel, scrittore e regista teatrale tedesco (Kassel, n. 1965)
- Tim Weaver, scrittore inglese (Bath, n. 1977)

## Scrittori di fantascienza(1)
- Tim Lebbon, scrittore di fantascienza britannico (Londra, n. 1969)

## Snowboarder(1)
- Tim Mastnak, snowboarder sloveno (Celje, n. 1991)

## Tastieristi(3)
- Tim Hinkley, tastierista, pianista e musicista britannico (Londra, n. 1946 - Londra, † 2024)
- Tim Norell, tastierista, compositore e produttore discografico svedese (Stoccolma, n. 1955 - Gustavsbergs, † 2023)
- Tim Palmer, tastierista, produttore discografico e tecnico del suono britannico (North Shields, n. 1962)

## Tennisti(5)
- Tim Pawsat, ex tennista statunitense (Long Beach, n. 1963)
- Tim Pütz, tennista tedesco (Francoforte sul Meno, n. 1987)
- Tim Smyczek, ex tennista statunitense (Milwaukee, n. 1987)
- Tim Wilkison, ex tennista statunitense (Shelby, n. 1959)
- Tim van Rijthoven, ex tennista olandese (Roosendaal, n. 1997)

## Senza attività specificata(2)
- Tim Burke, effettista britannico (Newcastle upon Tyne, n. 1965)
- Tim Webber, effettista britannico (Londra)